# Allan Scott
Allan Scott (n. como Allan Shiach, 16 de septiembre de 1940) es un guionista y productor escocés, nominado para los premios BAFTA por la mejor película británica y para los premios Genie por su película de 1997 Regeneration. Ganó el premio Edgar en 1976 y el Writers' Guild Award en 1978.

## Biografía

### Primeros años
Allan Scott nació en Elgin, Moray, y asistió a la Escuela Gordonstoun y a la Universidad McGill en Montreal, en donde se graduó de la carrera de Literatura inglesa. Después de trabajar por un tiempo en la industria del whisky escocés, comenzó a desempeñarse como guionista de televisión tanto en los Estados Unidos como en el Reino Unido durante la década de 1970 y como director no ejecutivo de Macallan-Glenlivet plc.

### Carrera
Pasó a ser presidente y jefe ejecutivo de Macallan-Glenlivet a finales de la década de 1970, cargos que desempeñó hasta 1996.
Durante varios años trabajó en el Broadcasting Council de BBC Scotland y en 1986 sucedió a Sir Denis Forman como el presidente de la Scottish Film Production Fund. Su subsecuente presidencia del Scottish Film Council duró seis años y después de la iniciativa del SFC de crear un nuevo cuerpo, más amplio para la industria cinematográfica escocesa (el Film Archive, Media Education, Exhibition, Screen Locations y Production Fund), se lo nombró como el primer presidente de la nueva organización, denominada Scottish Screen.  Se desempeñó en su cargo hasta 1998, después de doce años de relación con la industria del cine escocesa. 
Mientras continuaba su carrera como guionista y productor, también fue director de Caledonian Newspapers y de Scottish Television plc y cuando las compañías se fusionaron, para formar SMG plc, siguió en el equipo durante trece años. Pasó a ser jefe del British Film Institute en 1992 y permaneció en el equipo por seis años. También es un antiguo ejecutivo del Writers’ Guild of Great Britain.
Fue el productor ejecutivo de Shallow Grave en 1992. También escribió el guion y produjo la película Regeneration, nominada a un premio BAFTA en 1997, y de The Fourth Angel (2001). Ha trabajado como guionista y coguionista en más de una docena de películas, incluyendo The Awakening (con Chris Bryant, 1982), D.A.R.Y.L. (con David Ambrose y Jeffrey Ellis, 1985) y cinco películas dirigidas por Nicolas Roeg: Don't Look Now (con Chris Bryant, 1974), Castaway (1986), The Witches (1990), Cold Heaven (1991) y Two Deaths (1995). También coescribió The Preacher's Wife (1996) y In Love and War (1997).  
Es el coguionista y coescritor de la adaptación musical de la película de 1990 The Adventures of Priscilla, Queen of the Desert. Se estrenó en Sídney en octubre de 2006 y desde entonces se ha convertido en el productor de musicales más exitoso de la historia de Australia, con más de un millón de espectadores y con una recaudación de más de noventa millones de dólares en Australia y en Nueva Zelanda. La obra también se estrenó en Londres, Escandinavia, Norteamérica y varios lugares más en 2009 y 2010. 
Se le concedieron doctorados honoríficos en la Universidad Napier, Edimburgo (2007) y en la Universidad de Aberdeen (2008).